# Reichswehr negro
Reichswehr negro (en alemán: Schwarze Reichswehr) era el nombre de las formaciones paramilitares extralegales promovidas por el ejército alemán del Reichswehr durante la época de la República de Weimar; se planteó a pesar de las restricciones impuestas por el Tratado de Versalles. La organización secreta se disolvió en 1923 tras el fallido Küstrin-Putsch.

## Restricciones a las Fuerzas militares alemanas después de la Primera Guerra Mundial
El tratado de Versalles restringió los números del Ejército alemán a siete divisiones de infantería y tres de caballería, para un total de 100.000 hombres, y no más de 4.000 oficiales. Se prohibió el reclutamiento y los empleados civiles dedicados a la protección forestal, la inspección de aduanas y otros deberes oficiales no podían recibir entrenamiento militar. Los militares debían dedicarse exclusivamente al mantenimiento del orden dentro del territorio alemán y al control de las fronteras. El Tratado prohibió aún más la construcción de aviones, artillería pesada, submarinos, naves capitales y tanques, y la producción de materiales para la guerra química. 
Las fuerzas navales se limitaron a 15.000 hombres; además, el Tratado especificó que la armada no podría contar con más de seis acorazados de no más de 10.000 toneladas de desplazamiento, seis cruceros (6.000 toneladas de desplazamiento), seis destructores (800 toneladas de desplazamiento) y 12 torpederos (200 toneladas de desplazamiento), y que estos barcos solo podían ser reemplazados después de veinte años para las dos primeras clases de barcos, y después de quince años, para las clases restantes de barcos. El artículo 191 prohíbe específicamente la producción o adquisición de submarinos. El Tratado prohibió además la fabricación, importación y exportación de armas y gas venenoso.
Para mantener estas restricciones, el Tratado creó una comisión militar aliada, cuyo trabajo era monitorear la actividad militar alemana, conocida como los gobiernos de las principales potencias aliadas y asociadas.

## Eludiendo las restricciones militares del Tratado de Versalles
La organización militar Reichswehr, como fue reorganizada bajo el mando del general Hans von Seeckt y el ministro de Defensa Otto Gessler, evadió estas prohibiciones a través de una variedad de medidas. Después del Tercer Levantamiento de Silesia, se crearon varios batallones laborales de las antiguas unidades de Freikorps bajo el mando del Mayor Fedor von Bock, que comprende unos 2.000 miembros del servicio y otros 18.000 reservistas, concentrados alrededor de la ciudad de la guarnición de Küstrin en Brandeburgo. Las fuerzas paramilitares del Reichswehr negro comprendían las tropas SA del Partido Nacionalsocialista, la organización Stahlhelm y numerosos Freikorps como la Marinebrigade Ehrhardt, su sucesor de la Organización Cónsul o Bund Oberland. 
Aunque constantemente negado por el comando supremo del Reichswehr y el Ministerio de Defensa, las fuerzas negras del Reichswehr sirvieron en actos de sabotaje y asaltos durante la ocupación francesa del Ruhr y fueron responsables de varios asesinatos de Feme.